# Nadadores
Nadadores è un comune del Messico, situato nello stato di Coahuila, il cui capoluogo è la località omonima.